# Jan Nowicki

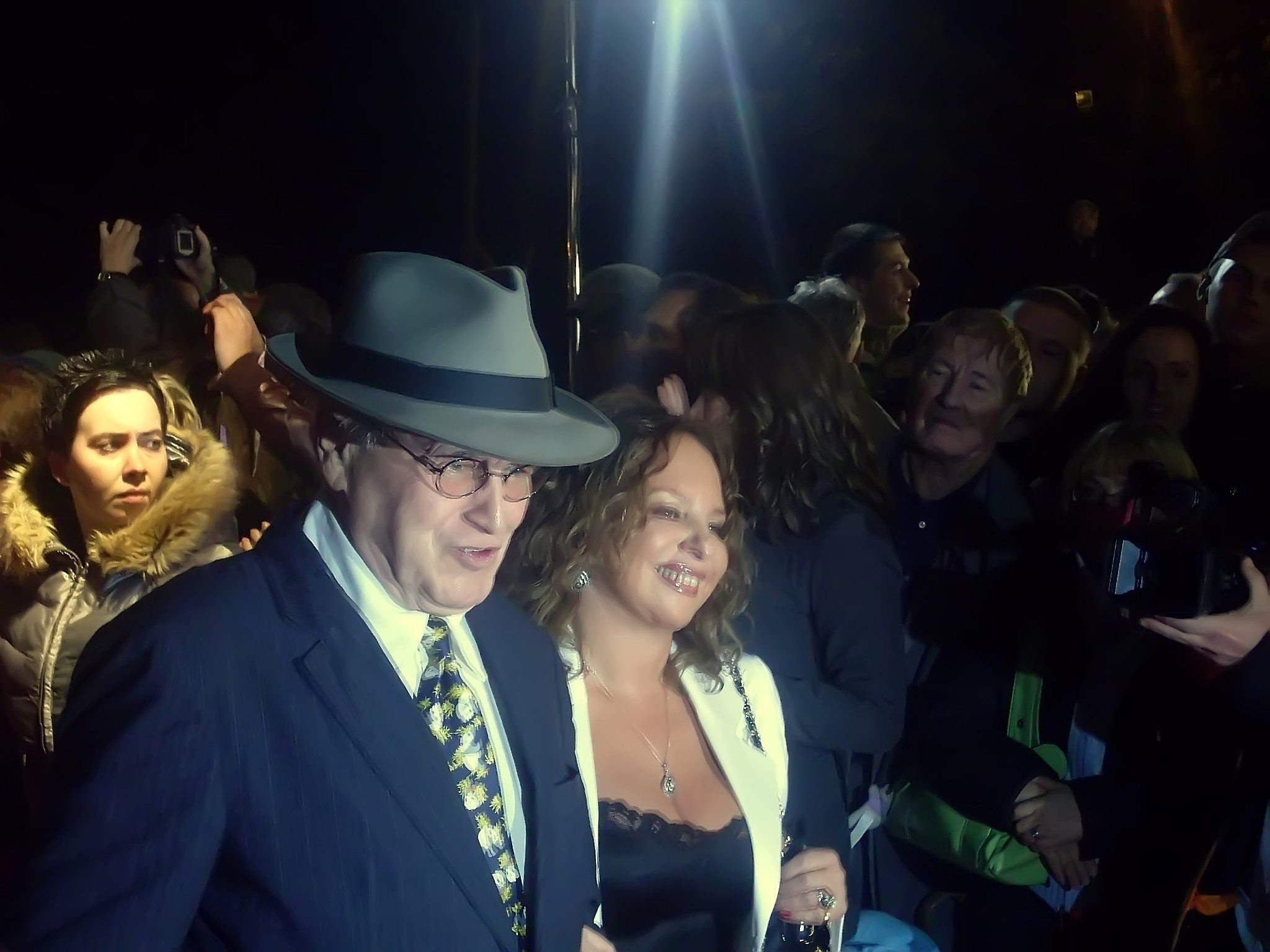
J. Nowicki i M. Potocka

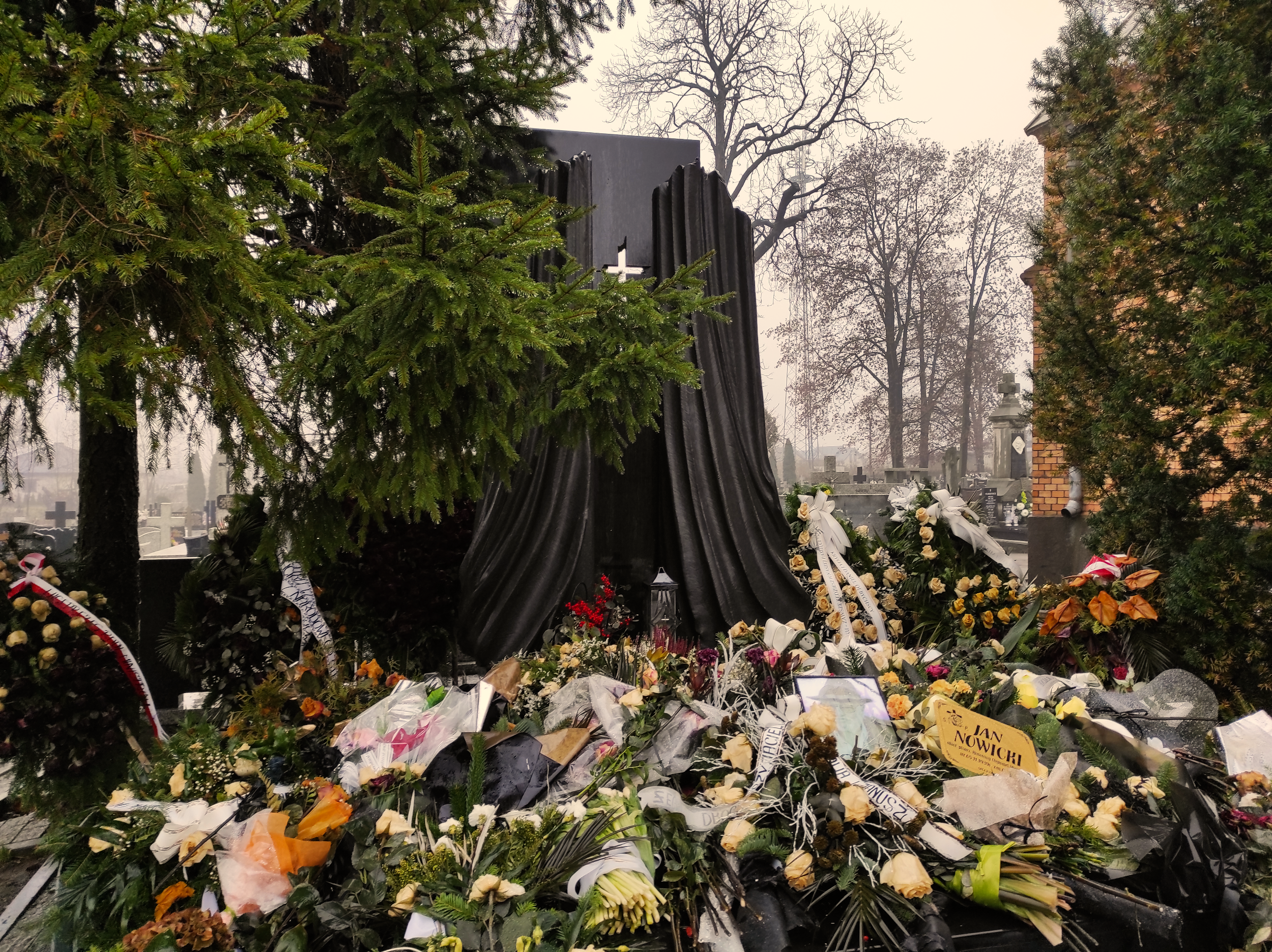
Grób J. Nowickiego w Kowalu

Jan Nowicki (ur. 5 listopada 1939 w Kowalu, zm. 7 grudnia 2022 w Krzewencie) – polski aktor teatralny, filmowy i telewizyjny, reżyser teatralny, pedagog, pisarz i poeta.
Zagrał niemal 200 ról w teatrze telewizji i filmowych, m.in. w Niepochowanym, Wielkim Szu, Magnacie, Spirali i Sanatorium pod Klepsydrą. Przez ponad 30 lat był aktorem Starego Teatru w Krakowie, gdzie zagrał dziesiątki ról, a kreacje Stawrogina w Biesach, Rogożyna w Nastazji Filipownej, Artura w Tangu czy księcia Konstantego w Nocy listopadowej przeszły do historii polskiego teatru. Otrzymał Złoty Laur za mistrzostwo w sztuce aktorskiej, a także nagrodę za wkład w rozwój europejskiej kinematografii. Był również autorem wierszy, tekstów piosenek, kolęd oraz felietonów.

## Życiorys
Uczęszczał do siedmiu różnych szkół średnich, m.in. do Technikum Przemysłowo-Pedagogicznego Centralnego Urzędu Szkolenia Zawodowego w Radziejowie i liceum kulturalno-oświatowego w Bydgoszczy. Maturę ostatecznie zdał w jednym z łódzkich liceów. W latach 1958–1960 studiował na Wydziale Aktorskim Państwowej Wyższej Szkoły Filmowej, Telewizyjnej i Teatralnej w Łodzi, gdzie jednym z jego nauczycieli był Henryk Modrzewski. Po skreśleniu z listy studentów zatrudnił się w kopalni Bytom VIII – Miechowice, gdzie pracował przez rok jako górnik. Następnie podjął studia w Państwowej Wyższej Szkole Teatralnej w Krakowie, które ukończył w 1964. Został wykładowcą PWST w Krakowie, a w latach 1973–1974 był prodziekanem wydziału aktorskiego tej uczelni.
W 1964 został aktorem Starego Teatru w Krakowie, w którym zadebiutował rolą Piotra w dramacie Jeana Giraudoux Wariatka z Chaillot w reż. Zygmunta Hubnera. Związany z kręgiem twórców kabaretu Piwnica pod Baranami. Reżyser Jerzy Jarocki nazwał go jedną z najbardziej wyrazistych osobowości aktorskich na polskiej scenie.
Na ekranie zadebiutował w 1963 rolą uczestnika zabawy sylwestrowej w filmie Stanisława Wohla Przygoda noworoczna (1964). W 1974 otrzymał Nagrodę Miasta Krakowa. W 1976 dostał zespołową Nagrodę Państwową II Stopnia za serial Dyrektorzy i nagrodę indywidualną Komitetu ds. Radia i Telewizji. W 1998 podczas 3. Festiwalu Gwiazd w Międzyzdrojach odcisnął dłoń na Promenadzie Gwiazd.
Był felietonistą czasopism „Scena” i „Goniec Teatralny”, w latach 1998–1999 publikował felietony – dedykowane przyjacielowi, Piotrowi Skrzyneckiemu – w „Przekroju” (w 2000 wydał książkę pt. „Między niebem a ziemią” z felietonami i listami opublikowanymi w gazecie w latach 1998–2000), a w latach 2015–2019 był felietonistą w Kieleckim Magazynie Kulturalnym „Projektor”. Był także autorem książek, tekstów piosenek i kolęd, a głównym tematem swojego pisarstwa uczynił przemijanie. W kolejnych latach wydał dzieła: „Piosenki” (2002), „Droga do domu” (2009), „Mężczyzna i one” (2012), „Białe walce” (2014), „Dwaj Panowie” (2015), „Piosenki czasem wiersze” (2018) i „Moje psie myśli" (2019). Był członkiem krakowskiego oddziału Stowarzyszenia Pisarzy Polskich.
W wyborach parlamentarnych w 2005 roku kandydował do Senatu w okręgu krakowskim z ramienia Partii Demokratycznej – demokraci.pl.
W 2006 został członkiem rady programowej Fundacji Centrum Twórczości Narodowej. 1 czerwca 2007 był narratorem w premierowym wykonaniu kantaty Zakochani w Krakowie. Przedstawienie miało miejsce na Rynku Głównym w Krakowie i skomponowane zostało z okazji obchodów 750-lecia lokacji miasta. W czerwcu 2011 wziął udział w kampanii reklamowej sieci T-Mobile, występując w pierwszych spotach tej sieci tuż po jej wejściu na polski rynek. W 2013 wziął udział w benefisie teatrała Dariusza Domańskiego w Teatrze Ludowym w Nowej Hucie.
Był druhem Ochotniczej Straży Pożarnej w Kowalu, a w 1999 został pierwszym po II wojnie światowej honorowym obywatelem tego miasta.

## Życie prywatne
Był synem Marianny i Antoniego. Ze związku z Barbarą Sobottą miał syna, Łukasza Nowickiego. Z Ireną Paszyn miał córkę Sajanę. Przez blisko 30 lat pozostawał w nieformalnym związku z reżyserką Mártą Mészáros. 16 maja 2009 zawarł związek małżeński z Małgorzatą Potocką, z którą rozwiódł się 6 lipca 2015. W 2017 poślubił Annę Kondratowicz, z którą związany był do śmierci. Był ojcem chrzestnym Macieja Stuhra.
Był katolikiem. Mieszkał w Krakowie, Krzewencie i Kielcach, na Baranówku nieopodal Hali Legionów, gdzie często bywał na meczach piłki ręcznej Vive Kielce, których był wielkim fanem. 
Interesował się sportem, a w szczególności piłką nożną. Podczas swojego pobytu w Bydgoszczy uczęszczał na mecze żużlowców Polonii. Był kibicem Wisły Kraków, aktywnie działającym w społeczności klubu. W 2003 roku przed meczem Pucharu UEFA pomiędzy Wisłą a Lazio, pomógł przy odśnieżaniu murawy stadionu przy Reymonta.

## Śmierć i pogrzeb
Zmarł nagle 7 grudnia 2022 w swoim domu w Krzewencie, wskutek zawału serca, w wieku 83 lat. Zgodnie z wolą artysty, po śmierci został on ubrany w mundur strażacki i skremowany, a następnie 14 grudnia – pochowany w grobowcu rodzinnym na cmentarzu w Kowalu.

## Filmografia
- Przygoda noworoczna (1963) – uczestnik zabawy sylwestrowej[43][44]
- Pierwszy dzień wolności (1964) – Anglik
- Popioły (1965) – kapitan Wyganowski
- Trzynaste piętro (1966) – uwięziony w windzie
- Bariera (1966) – bohater
- Hasło Korn (1968) – kapitan Nawrot vel Marek Olszewski
- Pan Wołodyjowski (1969) – Ketling-Hassling of Elgin
- Doktor Ewa (serial telewizyjny) (1970) – inżynier Borecki odc. 5-8[45]
- Dziura w ziemi (1970) – Andrzej Orawiec
- Życie rodzinne (1970) – Marek
- Trzecia część nocy (1971) – Jan, pierwszy mąż Heleny
- Anatomia miłości (1972) – Adam
- Siedem czerwonych róż, czyli Benek Kwiaciarz o sobie i o innych (1972) – kierownik[46]
- Skorpion, Panna i Łucznik (1972) – Jakub
- Sanatorium pod Klepsydrą (1973) – Józef
- Stracona noc (1973) – Konstanty, szofer Kisieleckiego
- Godzina za godziną (1974) – Jan, współpracownik Pawła
- Pozwólcie nam do woli fruwać nad ogrodem (1974) – Andrzej
- Opowieść w czerwieni (1974) – plutonowy Kuryło
- Czterdziestolatek (serial telewizyjny) (1975) – profesor Zygmunt Koziełło[47]
- Dyrektorzy (serial telewizyjny) (1975) – inż. Adam Stokłos, kierownik wydziału,[48]
- Noce i dnie (1975) – Preusker, oficer pruski w Kalińcu
- Tylko Beatrycze (1976) – Napoleon Orsini
- Czerwone ciernie (1976) – Stefan Wojnicz
- Krótka podróż (1976) – Paweł
- Zaklęty dwór (serial telewizyjny) (1976) – komisarz
- Spirala (1978) – Tomasz Piątek
- Zmory (1978) – profesor Chwostek
- Golem (1979) – „przodownik snu” z „kapeluszem”
- Krab i Joanna (1980) – Zygmunt Brzeziński, technolog na „Rybaku Morskim”
- W biały dzień (1980) – adwokat, mąż Ewy
- Z biegiem lat, z biegiem dni… (serial telewizyjny) (1980) – aktor Jan Kozicki[49]
- Anna (1981) – Janos Balint
- Spokojne lata (1981) – Mag
- Noc poślubna w biały dzień (1982) – magister
- Wielki Szu (1982) – „Wielki Szu”
- O-bi, o-ba. Koniec cywilizacji (1984) – inżynier
- Dziewczęta z Nowolipek (1985) – Różycki
- Ga, ga. Chwała bohaterom (1985) – sutener Al, opiekun Once
- Biała wizytówka (1986) – książę Hans Heinrich XV Von Teuss
- Magnat (1986) – książę Hans Heinrich XV Von Teuss
- Zygfryd (1986) – Waldo, dyrektor cyrku
- Schodami w górę, schodami w dół (1988) – malarz
- Bal na dworcu w Koluszkach (1989) – aktor
- Żegnaj, Czerwony Kapturku (Piroska és a farkas, 1989) – ornitolog
- Napoleon (serial telewizyjny) (1990) – Barras (odc. 1. Le 18 Brumaire)
- Superwizja (1990) – Robert Moren
- Panny i Wdowy (1991) – Cyprian Lechicki, mąż Eweliny
- Magneto (1993) – Zanik
- Kraj świata (1993) – literat Ryszard
- Pajęczarki (1993) – Ryszard Brun
- Matki, żony i kochanki (serial telewizyjny) (1995–1998) – rzeźbiarz Adam[50]
- Młode wilki (1995) – Jerzy Chmielewski, ojciec Cleo
- Opowieść o Józefie Szwejku i jego najjaśniejszej epoce (1995) – kapitan
- Wielki człowiek do małych interesów (1995) – Jenialkiewicz
- Deszczowy żołnierz (1996) – Jan Szymański, ojciec Anny
- Dzieci i ryby (1996) – Marek, reżyser teatralny, mąż Eweliny
- Poznań 56 (1996) – profesor w wagonie
- Młode wilki 1/2 (1997) – Jerzy Chmielewski
- Sztos (1997) – Eryk
- Historia kina w Popielawach (1998) – dziedzic
- Córy szczęścia (1999) – Robert
- Mała Vilma (2000) – Zdenek
- Listy miłosne (2001) – właściciel lunaparku, szef Janusza
- Marszałek Piłsudski (serial telewizyjny) (2001) – Hans von Beseler[51] (odc. 3)
- Przedwiośnie (2001) – wuj Leon Skalnicki w Nawłoci
- Zostać miss (2001) – Alfred Kleber, organizator konkursu "miss Venus" (odc. 3, 11-13)
- Bałagan (2001) – pacjent
- E=mc² (2002) – Edward „doktor X” Nowicki, ojciec „Ramzesa”
- Strefa zmierzchu (2004) – Jan
- Zostać miss 2 (2003) – Alfred Kleber, organizator konkursu „Miss Venus” (odc. 1-13)
- Niepochowany (2004) – Imre Nagy
- Tulipany (2004) – „Matka”
- Nie ma takiego numeru (2005) – „Wielki Szu”
- Apetyt na miłość (serial telewizyjny) (2006) – Władysław Halberg
- Fundacja (2006) – Mieczysław Małecki
- Kochaj mnie, kochaj! (serial telewizyjny) (2006) – Grzegorz Dajewski, ojciec Darka
- Egzamin z życia (serial telewizyjny) (2007–2008) – Emil Stokłosa, kolega Jadwigi Kleiberg (odc. 83, 85, 87, 89, 91, 97, 99, 102, 105, 111)
- Magda M. (serial telewizyjny) (2007) – Tomasz Korzecki, ojciec Piotra
- Jeszcze nie wieczór (2008) – Jerzy „Wielki Szu”
- Ojciec Mateusz (2010) – pisarz Ludwik Olszyński (odc. 34)
- Układ Warszawski  (2011) – Remigiusz Pawłow (odc. 5)
- Daas (2011) – Nogai, teść Kleina
- Pokaż, kotku, co masz w środku (2011) – mecenas Kowalski
- Sztos 2 (2012) – Eryk
- 11 minut (2015) – malarz
- Fanatyk (2017) – wędkarz Bogdan
- Pan T. (2019) – handlarz kombatant
- Taksiarz (2021) – tytułowy taksówkarz Staszek
- Liczba doskonała (2022) – żebrak
- Xsięga (2022) – kapitan żeglugi morskiej

## Występy gościnne

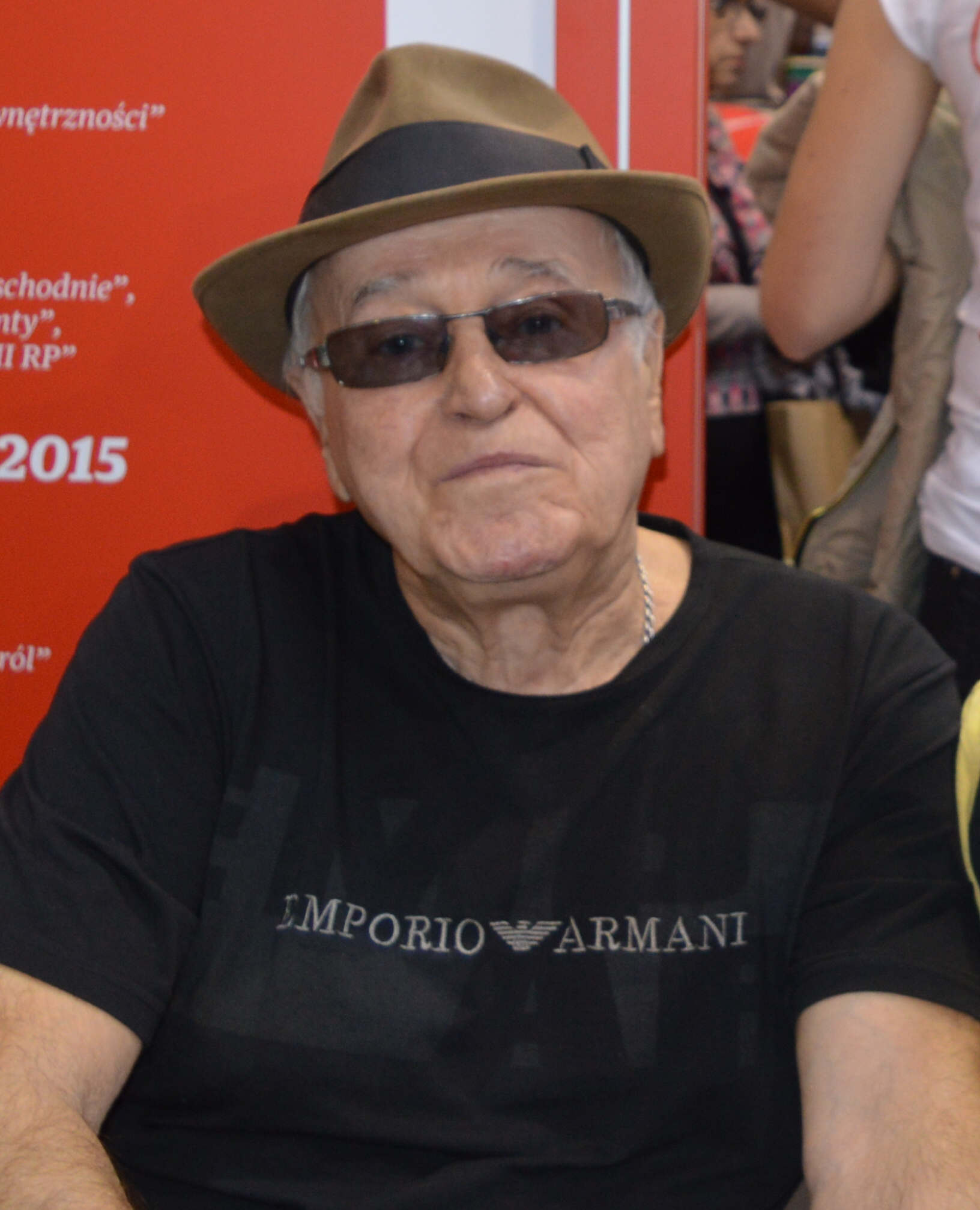
Jan Nowicki (2015)

- Gościnnie w utworze Bankier zespołu Hasiok
- Gościnnie w utworze Zatańczmy jeszcze raz na płycie Hanny Banaszak – Echa melodii zapomnianej (2003)
- Intro na albumie muzycznym Funk – dla smaku (2005) zespołu 2cztery7
- Podróż do źródeł czasu, singiel promujący płytę rapera Proceente Galimatias (2009) oraz film Jeszcze nie wieczór.
- Karimski Club Herbert (2009)
- Reklama T-Mobile (Polska)[22] (2011)
- Akademia Sztuk Przepięknych, XVII Przystanek Woodstock (wraz z Andrzejem Grabowskim, 2011)[52]
- Gościnnie w utworze Wyprawa do kasyna zespołu Gang Albanii (2015)

## Reżyseria przedstawień teatralnych
- Rozmowy z Piotrem – Teatr Dramatyczny im. Jerzego Szaniawskiego w Płocku, reż. Jan Nowicki[53]

## Książki
- Między niebem a ziemią (Wydawnictwo Tower Press 2000; Codexmedia 2002, opracowanie graficzne i wybór ilustracji: Marek Wajda, ISBN 83-9006-344-1);
- Piosenki (Oficyna Konfraterni Poetów – Wydawnictwo DjaF 2002, ISBN 83-8677-420-7);
- Mężczyzna i one Bellona – Agora 2012, ISBN 978-83-11-12414-1; zawiera płytę CD z piosenkami do słów Jana Nowickiego);
- Białe Walce (Bellona – Agora 2014, ISBN 978-83-11-13158-3);
- Dwaj panowie (poszerzona wersja książki Między niebem a ziemią; Bellona we współpracy z Agorą 2015, ISBN 978-83-11-13758-5);
- Piosenki czasem wiersze (wybór: Zbigniew Książek, Agata Orłowska; Oficyna Jana 2018, ISBN 978-83-952159-0-2);
- Moje psie myśli (Oficyna Jana 2019, ISBN 978-83-952159-1-9);
- Spotkania w Raju (Oficyna Jana 2020, ISBN 978-83-952159-2-6);
- Szczęśliwy bałagan. Część I (Oficyna Jana 2021, ISBN 978-83-952159-3-3).

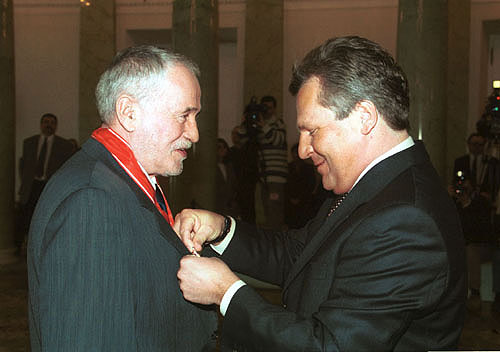
Jan Nowicki otrzymuje od Aleksandra Kwaśniewskiego Krzyż Komandorski z Gwiazdą Orderu Odrodzenia Polski (1999)

## Odznaczenia i nagrody

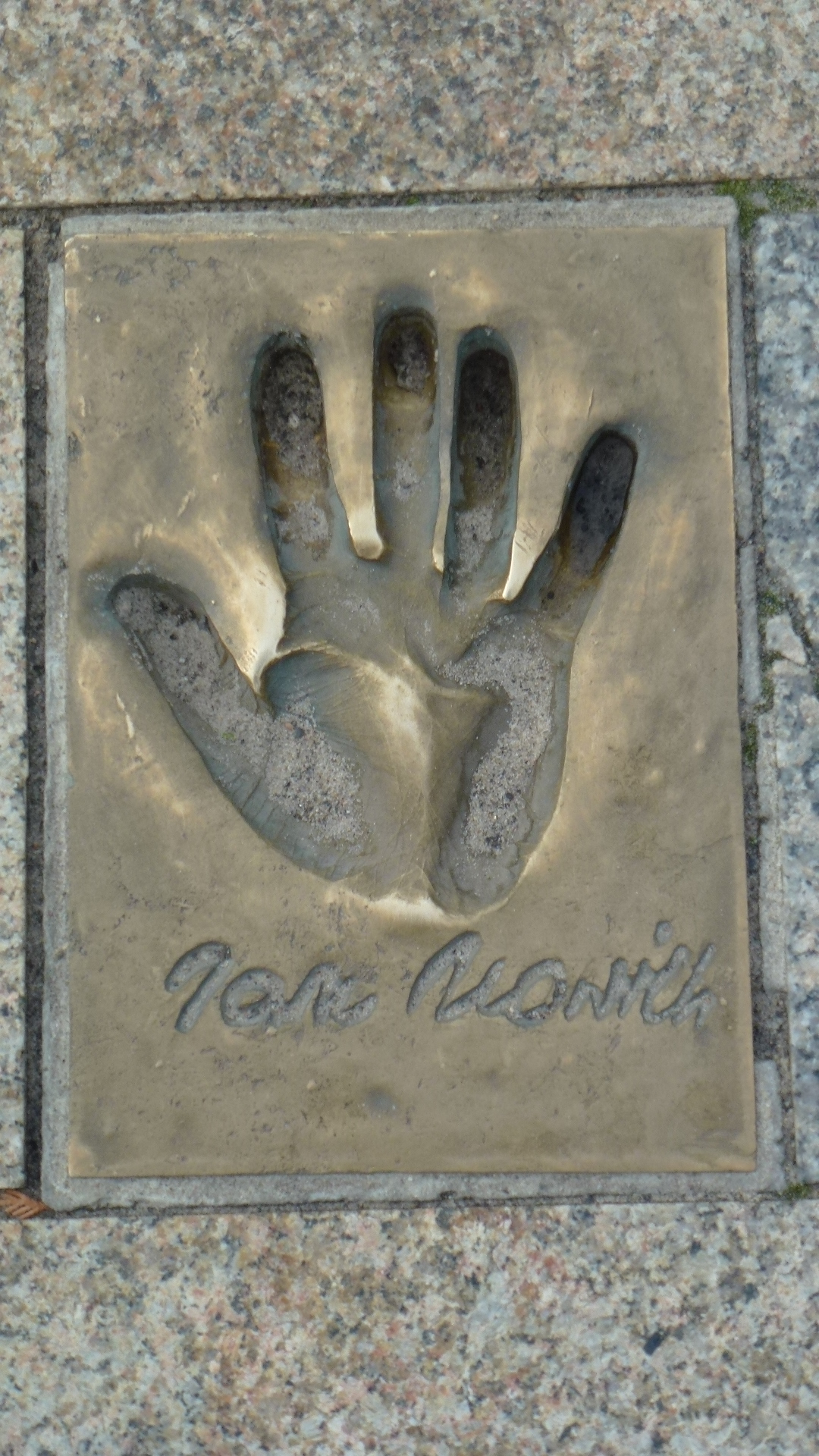
Odcisk dłoni w Alei Gwiazd w Międzyzdrojach

- Krzyż Komandorski z Gwiazdą Orderu Odrodzenia Polski (1999)[54]
- Złoty Krzyż Zasługi (1977)
- Srebrny Krzyż Zasługi (1976)
- Złoty Medal „Zasłużony Kulturze Gloria Artis” (2005)[55]
- Krzyż Oficerski Orderu Zasługi Republiki Węgierskiej (2006)[56]
- Złota Odznaka miasta Krakowa (1977)
- Nagroda na VII Festiwalu Polskich Sztuk Współczesnych we Wrocławiu za rolę Artura w spektaklu Tango Sławomira Mrożka w Starym Teatrze im. Heleny Modrzejewskiej w Krakowie (1966)
- Nagroda Miasta Krakowa za wybitne osiągnięcia aktorskie (1974)
- Nagroda Przewodniczącego Komitetu do Spraw Radia i Telewizji za rolę w serialu telewizyjnym Dyrektorzy w reż. Zbigniewa Chmielewskiego (1976)
- Nagroda na III Opolskich Konfrontacjach Teatralnych w Opolu za rolę Wielkiego Księcia Konstantego w spektaklu Noc listopadowa Stanisława Wyspiańskiego w reż. Andrzeja Wajdy w Starym Teatrze im. Heleny Modrzejewskiej w Krakowie (1977)
- Dyplom ministra kultury i sztuki (1981)
- Złote Grono – nagroda publiczności i tytuł „Gwiazdy Filmowego Sezonu '83” na XIV Lubuskim Lecie Filmowym w Łagowie (1984)
- Złota Kaczka za rolę Szu w filmie Wielki Szu w reż. Sylwestra Chęcińskiego (1984)
- Nagroda Prezydenta Miasta Kalisza na XXIV Kaliskich Spotkaniach Teatralnych w Kaliszu za rolę Hansa Christiana Andersena w spektaklu Z życia glist w Starym Teatrze w Krakowie (1984)
- Nagroda Specjalna na XVIII Festiwalu Bułgarskich Filmów Fabularnych w Warnie za rolę Baumgartena w bułgarskim filmie Ratunek dla miasta w reż. Borisława Punczewa (1984)
- Złota Maska za rolę Iwana Czebutykina w spektaklu Trzy siostry Antona Czechowa w Teatrze Bagatela w Krakowie (2002)
- XIX Tarnowska Nagroda Filmowa w kategorii: najlepsza kreacja aktorska za rolę Imre Nagya w filmie Niepochowany w reż. Marty Meszaros (2005)
- Nagroda na XXXIII Festiwalu Polskich Filmów Fabularnych w Gdyni w kategorii: pierwszoplanowa rola męska za rolę Jerzego „Wielkiego Szu” w filmie Jeszcze nie wieczór w reż. Jacka Bławuta (2008)
- Złoty Laur za mistrzostwo w sztuce aktorskiej (2008)
- Honorowy obywatel miasta Kowal (1999)

## Książki o Janie Nowickim
- Zofia Szczygielska, Jan Nowicki (Wydawnictwa Artystyczne i Filmowe 1984; seria: „Sylwetki Współczesnych Artystów Polskich”);
- Jan Nowicki (oprac. Dariusz Domański; Wydawnictwo Baran i Suszczyński 1995, ISBN 978-83-8584-525-6);
- Jan Nowicki – „Sztuka życia, życie w sztuce” (autor tekstu: Andrzej Wajda; Nowohuckie Centrum Kultury – DKF Dyskusyjny Klub Filmowy „Zgaga” 1999, ISBN 83-9116-771-2);
- Rafał Wojasiński, Jan Nowicki – droga do domu (Wydawnictwo Nowy Świat 2008, 2009, ISBN 978-83-7386-37-50);
- Jan Nowicki (tekst: Jacek Szczerba; Agora – Studio Filmowe „Kadr” 2011, ISBN 978-83-268-0460-1; książka z filmem Wielki Szu na DVD; seria: „Mistrzowie polskiego kina”);
- Jan Nowicki czyta „Znachora” Tadeusza Dołęgi-Mostowicza (tekst: Dorota Wyżyńska; Bellona – Agora 2012, ISBN 978-83-111-2463-9; książka z płytą MP3; seria: „Mistrzowie słowa”).